# Murnov graben (Sopota)
Murnov graben je potok, ki sodi v porečje reke Sopota. Ta se pri Radečah kot desni pritok izliva v reko Savo.